# Групов секс
Групов секс се нарича осъществяването на разнообразни полови актове и действия от повече от двама партньори едновременно.
По принцип няма ограничения за броя на участниците, нито за сексуалните ориентация и предпочитания.
Обикновено в процеса на груповия секс се сменят партньорите и/или се правят комбинации. Често се получава диспропорциониране в групата, например двама или трима мъже едновременно да удовлетворяват една жена, докато наоколо има самотни жени, както и обратното.
Груповият секс позволява многообразие и експериментиране с различни пози и ситуации, невъзможни при само двама партньори. От психологическа страна, представлява много успешна терапия за преодоляване на срамежливост, неувереност и много комплекси. Но в същотото време е опасен за емоционално нестабилни двойки.
При практикуване на групов секс следва да се спазват две основни условия:
- никога да не се предприема действие, нежелано от някой партньор (принцип на взаимното съгласие и одобрение),
- да се вземат всички предпазни мерки с оглед превенцията на сексуално предавани болести.